# 名古屋市立白沢小学校
名古屋市立白沢小学校（なごやしりつ しらさわしょうがっこう）は、愛知県名古屋市守山区白沢町にある公立小学校。

## 概要
- 川上町、川北町、白沢町、城土町、高島町、松坂町、森宮町の一部などが通学区域であり、公立中学校の進学先は名古屋市立守山北中学校である[1]。

## 沿革
- 1968年（昭和43年）4月 - 名古屋市立守山小学校から分離し、開校する。
- 1985年（昭和60年）4月 - 名古屋市立小幡北小学校を分離する。

## 交通アクセス
- 名古屋ガイドウェイバス川村駅下車、徒歩約5分。
- 名古屋市営バス【守山11号系統】、【守山巡回系統】「川村」バス停より徒歩約3分。

## 周辺施設
- 愛知県立緑丘高等学校
- 名古屋市立守山北中学校
- 名進研小学校
- 小幡緑地西園
  - 小幡緑地野球場
- 名古屋白沢郵便局